# Kitikmeot
Region Kitikmeot (engelsk: Kitikmeot, fransk: Kitikmeot, inuktitut: Qitirmiut ᕿᑎᕐᒥᐅᑦ) er en administrativ region i Nunavut, Canada. Den omfatter de syd- og vestlige dele af øen Kitlineq (Victoria Island), de tilstødende dele af Boothia-halvøen, Qikiqtaq (King William Island) samt den sydlige del Prince of Wales Island. Regionshovedstaden er Cambridge Bay, der med sine 1.477 indbyggere er den største by i regionen. (kilde)
Før Nunavut hjemmestyre i 1999 var regionen en del af den større Region Kitikmeot i Northwest Territories.

## Infrastruktur
Adgang til territoriale hovedstad Iqaluit er både vanskeligt og dyrt, da der ingen direkte flyafgange er fra nogen steder i regionen. Det bysamfund i regionen, som ligger nærmest Iqaluit, er Kugaaruk, som ligger 1069 km i fugleflugt væk. En enkeltbillet kostede i oktober 2009 12.200 kr. ($ 2212), som indebærer en overnatning i byen Yellowknife, Northwest Territories, som ligger omkring 1310 km sydvest for Kugaaruk. Den samlede tur bliver derfor på i alt 3627 km.

## Politik
De to eneste byer, der stemte nej ved folkeafstemningen om opdeling af Northwest Territories i 1982, ligger i regionen. Det var Cambridge Bay og Kugluktuk.
Regionen har fire valgkredse.
- Akulliq, der dækker Kugaaruk og Repulse Bay i Region Kivalliq. Det er det eneste valgdistrikt i Nunavut, som krydser grænsen mellem to regioner. Nuværende valgte er John Ningark.
- Cambridge Bay, der dækker Bathurst Inlet, Cambridge Bay og Umingmaktok. Nuværende valgte er Keith Peterson.
- Kugluktuk, der dækker Kugluktuk. Nuværende valgte er Peter Taptuna.
- Nattilik, dækkende Gjoa Haven og Taloyoak. Nuværende valgte er Enuk Pauloosie.

På generalforsamlingen i Kitikmeot Inuit Association 2007, foreslog et bestyrelsesmedlem, Bob Lyall, at man dannede et politisk parti, Bloc Kitikmeot, der skulle stille op til det kommende parlamentsvalg i Nunavut, hvis mærkesag var et selvstændigt territorium omfattende regionen. Bob Lyall hævede sammen med sin bror, Charlie Lyall, og delegerede Martina og Connie Kapolak, at regeringen i Iqaluit udelukkende havde brugt pengene fra den føderale regering på infrastruktur projekter i området omkring Baffin Island. Partiet blev dog aldrig dannet, og Parlamentet i Nunavut fortsatte som et konsensusdemokrati.

## Geografi
- Befolkede områder
  - Cambridge Bay (Iqaluktuuttiaq)
  - Gjoa Haven
  - Kugaaruk (Pelly Bay)
  - Kugluktuk (Coppermine)
  - Taloyoak (Spence Bay)